# Everytime We Touch (canción de Cascada)
«Everytime We Touch» es una canción interpretada por el grupo alemán Cascada. Fue escrita originalmente por Maggie Reilly, Stuart MacKillop, y Rivasy P. y producido por Manuel Reuter y Yann Peiffer para el álbum debut de Cascada, Everytime We Touch. La canción cuenta con el estribillo de la canción de Maggie Reilly del mismo nombre de 1992.
Fue lanzada en los Estados Unidos en agosto de 2005 y su éxito en la lista Billboard Hot 100 llevaron al grupo a acelerar la producción del álbum debut para ser lanzado en febrero de 2006. Musicalmente es una canción con influencias del eurodance, eurotrance y europop y compuesta predominantemente por los sintetizadores.
La canción fue aclamada por la crítica por su producción energética y con ritmos pegadizos. Se convirtió en un tema dance esencial bailada en todo el mundo a principios de 2006. Entró en el top 10 en varios países, incluyendo Alemania, Reino Unido y Francia. Alcanzó el número uno en Suecia e Irlanda. Se convirtió en un éxito masivo en los Estados Unidos, debutó en el número 86, y alcanzó el puesto número 10 en el Billboard Hot 100 en la decimotercera semana. Vendió más de 2 millones de descargas. Se convirtió en su mayor éxito hasta la fecha en el país, que duró más de 31 semanas en las listas.

## Vídeo musical
En el vídeo aparece Natalie Horler. Ella está afuera de una librería mirando la foto de un hombre. Luego, camina dentro de la librería dónde el mismo hombre trabaja allí. Ella comienza a bailar en una mesa, lo que hace que se enoje. Horler le saca los lentes al hombre y le revuelve su cabello. Después procede a desordenarle la librería. La escena luego cambia dónde está Horler y el hombre, y ella parece pedirle disculpas.
El hombre la perdona, y la escena cambia al frente de la librería dónde todos en ella comienzan a bailar con Horler (incluyendo al hombre). Al final, Horler se va con el hombre y el vídeo termina.

## Lista de canciones y formatos
Éstos son los formatos y la lista de canciones de la canción 'Everytime We Touch'.
| - UK CD 5" 1. «Everytime We Touch» [Radio Edit] 3:18 2. «Everytime We Touch» [Yanou's Candlelight Mix] 3:19 3. «Everytime We Touch» [Original Club Mix] 5:33 4. «Everytime We Touch» [Kenny Hayes Sunshine Funk Remix] 6:05 5. «Everytime We Touch» [Dancing DJs Remix] 5:29 6. «Everytime We Touch» [KB Project Remix] 5:31 7. «Everytime We Touch» [Flip & Fill Mix] 5:43 - UK 12" single (31 de julio de 2006) 1. «Everytime We Touch» [Original Club Mix] 5:33 2. «Everytime We Touch» [Styles & Breeze Remix] 5:32 - U.K. Maxi CD single (2006) 1. «Everytime We Touch» (Radio Edit) (3:18) 2. «Everytime We Touch» (Yanou's Candlelight Mix) (3:19) 3. «Everytime We Touch» (Original Club Mix) (5:33) 4. «Everytime We Touch» (Kenny Hayes Sunshine Funk Remix) (6:05) 5. «Everytime We Touch» (Dancing DJs Remix) (5:29) 6. «Everytime We Touch» (KB Project Remix) (5:31) 7. «Everytime We Touch» (Flip & Fill Mix) (5:43) - Sweden Maxi CD single (2006) 1. «Everytime We Touch» (Radio Edit) (3:17) 2. «Everytime We Touch» (Rocco vs. Bass-T Radio Cut) (3:07) 3. «Everytime We Touch» (Dan Winter Edit) (3:34) 4. «Everytime We Touch» (Scarf! Remix) (5:32) 5. «Everytime We Touch» (Original Club Mix) (5:31) 6. «Everytime We Touch» (Rocco vs. Bass-T Remix) (5:41) 7. «Everytime We Touch» (Dan Winter Remix) (6:33) 8. «Everytime We Touch» (Yanou's Candlelight Mix) (3:15) - U.S. Maxi CD single (2005) 1. «Everytime We Touch» (Radio Mix) (3:19) 2. «Everytime We Touch» (Rocco vs. Bass-T Remix Radio Edit) (3:05) 3. «Everytime We Touch» (Dan Winter Radio Edit) (3:38) 4. «Everytime We Touch» (Verano Radio Edit) (3:23) 5. «Everytime We Touch» (Original Mix) (5:34) 6. «Everytime We Touch» (Rocco vs. Bass-T Remix) (5:42) 7. «Everytime We Touch» (Dan Winter Remix) (6:37) 8. «Everytime We Touch» (Scarf! Remix) (5:34) 9. «Everytime We Touch» (Verano Remix) (5:50) | - EU CD single (19 de abril de 2006) 1. «Everytime We Touch» [Radio Edit] 3:17 2. «Everytime We Touch» [Rocco vs. Bass-T Remix Radio Edit] 3:05 - Australian Maxi CD single (2006) 1. «Everytime We Touch» (Radio Mix) (3:18) 2. «Everytime We Touch» (Rocco vs. Bass-T Remix Radio Edit) (3:06) 3. «Everytime We Touch» (Dan Winter Radio Edit) (3:36) 4. «Everytime We Touch» (Verano Radio Edit) (3:23) 5. «Everytime We Touch» (Original Mix) (5:32) 6. «Everytime We Touch» (Rocco vs. Bass-T Remix) (5:42) 7. «Everytime We Touch» (Dan Winter Remix) (6:36) 8. «Everytime We Touch» (Verano Remix) (5:50) - Australian Remixes Maxi CD single (2006) 1. «Everytime We Touch» (Aussie Radio Edit) (3:19) 2. «Everytime We Touch» (Yanou's Candlelight Mix) (3:17) 3. «Everytime We Touch» (Kenny Hayes Sunshine Funk Remix) (6:05) 4. «Everytime We Touch» (Dancing DJs Remix) (5:29) 5. «Everytime We Touch» (KB Project Remix) (5:31) 6. «Everytime We Touch» (Flip & Fill Mix) (5:43) - German Maxi CD single (2005) 1. «Everytime We Touch» (Radio Edit) 2. «Everytime We Touch» (Rocco vs. Bass-T Radio Cut) 3. «Everytime We Touch» (Verano Edit) 4. «Everytime We Touch» (Dan Winter Edit) 5. «Everytime We Touch» (Scarf! Remix) 6. «Everytime We Touch» (Original Club Mix) 7. «Everytime We Touch» (Rocco vs. Bass-T Remix) 8. «Everytime We Touch» (Verano Remix) 9. «Everytime We Touch» (Dan Winter Remix) - German Maxi CD single (2007) 1. «Everytime We Touch» (Radio Edit) (3:17) 2. «Everytime We Touch» (2-4 Grooves Radio Mix) (3:00) 3. «Everytime We Touch» (Rocco vs. Bass-T Radio Edit) (3:04) 4. «Everytime We Touch» (Original Mix) (5:31) 5. «Everytime We Touch» (Ballad Version) (3:15) |

## Todas las versiones
- «Everytime We Touch» (Yanou's Candlelight Mix) 3:19
- «Everytime We Touch» (Original Mix) 5:34
- «Everytime We Touch» (Radio Mix) 3:19
- «Everytime We Touch» (89ers Remix) 5:32
- «Everytime We Touch» (89ers Radio Edit) 3:29
- «Everytime We Touch» (Dan Winter Remix) 6:36
- «Everytime We Touch» (Dan Winter Radio Edit) 3:35
- «Everytime We Touch» (Verano Remix) 5:53
- «Everytime We Touch» (Verano Edit) 3:21
- «Everytime We Touch» (Special D Remix) 5:55
- «Everytime We Touch» (Special D Edit) 3:27
- «Everytime We Touch» (Rocco Vs Bass-T Remix) 5:43
- «Everytime We Touch» (Rocco Vs. Bass-T Remix Radio Edit) 3:06
- «Everytime We Touch» (2-4 Grooves Remix) 6:11
- «Everytime We Touch» (2-4 Grooves Radio Edit) 3:00
- «Everytime We Touch» (Topmodelz Remix) 6:11
- «Everytime We Touch» (Topmodelz Radio Mix) 3:00
- «Everytime We Touch» (Delaction Remix) 7:22
- «Everytime We Touch» (Delaction Remix Edit) 4:31
- «Everytime We Touch» (Delaction Radio Edit) 3:46
- «Everytime We Touch» (Commercial Club Crew Remix) 5:55
- «Everytime We Touch» (Commercial Club Crew Radio Edit) 3:27
- «Everytime We Touch» (Scarf! Remix) 5:32
- «Everytime We Touch» (Flip & Fill Remix) 5:45
- «Everytime We Touch» (Project One Remix) 5:43
- «Everytime We Touch» (Dancing DJs Remix) 5:31
- «Everytime We Touch» (KB Project Remix) 5:31
- «Everytime We Touch» (Kenny Hayes Sunshine Funk Remix) 6:05
- «Everytime We Touch» (Styles & Breeze Remix) 5:32
- «Everytime We Touch» (Carlito Jay vs 2-4 Grooves Remix) 5:55
- «Everytime We Touch» (Alex K Remix) 6:12
- «Everytime We Touch» (Gaz's Funky Bassline Mix) 6.45
- «Everytime We Touch» (Tim Verba Remix) 5:13
- «Everytime We Touch» (Hardwell & Maurice West Remix) 3:36

## Posicionamiento en listas
| Lista (2005-2006)                     | Mejor posición |
| ------------------------------------- | -------------- |
| Alemania (Offizielle Deutsche Charts) | 5              |
| Australia (ARIA)                      | 61             |
| Austria (Ö3 Austria Top 40)           | 4              |
| Estados Unidos (Adult Contemporary)   | 28             |
| Estados Unidos (Billboard Hot 100)    | 10             |
| Francia (SNEP)                        | 2              |
| Irlanda (IRMA)                        | 1              |
| Países Bajos (Dutch Top 40)           | 10             |
| Reino Unido (UK Singles Chart)        | 2              |
| República Checa (Rádio Top 100)       | 36             |
| Suecia (Sverigetopplistan)            | 1              |
| Suiza (Schweizer Hitparade)           | 15             |